# آب باریک (قروه)
آب باریک (قروه)، روستایی از توابع بخش چهاردولی شهرستان قروه در استان کردستان ایران است.که درفاصله سه کیلومتری جنوب  وینسار در میانه راه همدان  به  قروه واقع شده.

## جمعیت
این روستا در دهستان چهاردولی شرقی قرار دارد و براساس سرشماری مرکز آمار ایران در سال ۱۳۸۵، جمعیت آن ۴۸۶ نفر (۱۱۶خانوار) بوده‌است.